# The Lazarus Project (série télévisée)
Pour les articles homonymes, voir Lazarus Project.
The Lazarus Project (initialement intitulée Extinction) est une série télévisée britannique de science-fiction créée par Joe Barton (en), diffusée depuis le 16 juin 2022 sur Sky Max (en). 
En août 2022, la série est renouvelée pour une deuxième saison, diffusée à partir du 15 novembre 2023,.
En France, la série est diffusée sur OCS.

## Synopsis
George se réveille le matin du 1er juillet 2022. Six mois plus tard, il se réveille et découvre que nous sommes à nouveau le 1er juillet, mais ni sa petite amie Sarah ni personne d'autre ne semble le remarquer. Six mois plus tard, cela revient au 1er juillet et il est approché par Archie, une femme mystérieuse qui l'invite au bureau secret du projet Lazarus. George apprend qu'il est l'un des 0,000001 % de la population à posséder un gène mutant qui donne la possibilité — après des centaines de retours temporels — de se souvenir de manière organique que des retours se produisent.
Il rejoint l'équipe du projet, qui s'efforce de prévenir les menaces apocalyptiques en observant leurs causes, puis en incitant à une réinitialisation de l'heure (toujours au 1er juillet le plus récent, ainsi le calendrier peut avancer si aucune réinitialisation n'est nécessaire) pour remédier à leurs causes. L'équipe travaille à une échelle commençant par un minimum d'ajustements, passant par la diplomatie, l'intervention physique ou même la mise en œuvre d'un nombre de morts et de destructions à grande échelle (petite par rapport à une apocalypse).
À l'été 2023, Sarah est tuée dans un accident de voiture, et à l'approche du 1er juillet suivant, « trop tard pour réinitialiser cette année », George enfreint toutes les règles du projet Lazarus en déclenchant une guerre nucléaire entre la Russie et l'Amérique pour sauver une personne, plutôt que des millions ou des milliards. Le chef du projet, Wes, déclenche une réinitialisation et l'équipe réussit (principalement parce que George n'annule pas secrètement leur travail) à empêcher la guerre. Cependant, l'équipe doit alors faire face aux conséquences en cascade involontaires de l'action égoïste initiale de George.
À la fin de la première saison, à l'approche du 1er juillet 2024 et avec d'autres répercussions encore en cours, l'équipe est stupéfaite d'apprendre que les Chinois ont tenté de construire leur propre mécanisme de réinitialisation du temps, qui entre en conflit avec le mécanisme original de Lazarus et plonge l'univers dans une boucle temporelle de trois semaines, auto-déclenchée et sans fin.

## Distribution

### Acteurs principaux
- Paapa Essiedu (VF : Mike Fédée) : George, avec le gène de conscience de la boucle temporelle
- Anjli Mohindra (VF : Jessica Monceau) : Archie, qui a été recruté dans l'équipe Lazarus avec un sérum de sensibilisation aux boucles temporelles
- Rudi Dharmalingam (en) (VF : Jean-Rémi Tichit) : Shiv, avec le gène de conscience de la boucle temporelle
- Charly Clive (en) (VF : Camille Gondard) : Sarah, la femme de George (réinitialisée plus tard) / fiancée (réinitialisée plus tard) / confidente de Lazare (après lui avoir donné le sérum)
- Caroline Quentin (VF : Catherine Davenier) : Elisabeth « Wes » Wesley, chef d'équipe du projet Lazarus
- Tom Burke (VF : Gilduin Tissier) : Rebrov, ancien agent de Lazarus qui en vient à penser que l'humanité veut clairement l'apocalypse
- Brian Gleeson (VF : Laurent Maurel) : Ross, le coéquipier et amant d'Archie, qui meurt pour toujours en empêchant une apocalypse
- Vinette Robinson (VF : Youna Noiret) : Janet, l'épouse de Rebrov et un ancien agent de Lazarus qui partage son opinion sur le projet
- Alec Utgoff (VF : Damien Ferrette) : Rudy, un marchand d'armes qui fournit à George une bombe nucléaire.

### Acteurs récurrents
- Lorn Macdonald (en) : Blake
- Lukas Loughran (VF : Raphaël Cohen) : Erik « le Danois » Eriksen
- Salóme Gunnarsdóttir : Greta
- Enyi Okoronkwo (VF : John Kokou) : Laurence
- Tommy Letts (VF : Arnaud Laurent) : Ryan
- Chris Fulton (en) (VF : Alexandre Bierry) : Karl
- Elaine Tan (en) (VF : Marie-Eugénie Maréchal) : Zhang Rhui
- Safia Oakley-Green (en) : Becky (saison 2)

 Source et légende : version française (VF) sur RS Doublage et selon les cartons du doublage français.

## Épisodes

### Aperçu de la série
| Saison | Épisodes | Première diffusion |
| ------ | -------- | ------------------ |
| 1      | 8        | 16 juin 2022       |
| 2      | 8        | 15 novembre 2023   |

### Première saison (2022)
| n° | Titre     | Réalisé par         | écrit par  | date de première diffusion |
| -- | --------- | ------------------- | ---------- | -------------------------- |
| 1  | Épisode 1 | Marco Kreuzpaintner | Joe Barton | 16 juin 2022               |
| 2  | Épisode 2 | Marco Kreuzpaintner | Joe Barton | 16 juin 2022               |
| 3  | Épisode 3 | Marco Kreuzpaintner | Joe Barton | 16 juin 2022               |
| 4  | Épisode 4 | Marco Kreuzpaintner | Joe Barton | 16 juin 2022               |
| 5  | Épisode 5 | Laura Scrivano      | Joe Barton | 16 juin 2022               |
| 6  | Épisode 6 | Laura Scrivano      | Joe Barton | 16 juin 2022               |
| 7  | Épisode 7 | Akaash Meeda        | Joe Barton | 16 juin 2022               |
| 8  | Épisode 8 | Akaash Meeda        | Joe Barton | 16 juin 2022               |

### Deuxième saison (2023)
| n° | Titre     | Réalisé par   | écrit par  | date de première diffusion |
| -- | --------- | ------------- | ---------- | -------------------------- |
| 1  | Épisode 1 | Carl Tibbetts | Joe Barton | 15 novembre 2023           |
| 2  | Épisode 2 | Carl Tibbetts | Joe Barton | 15 novembre 2023           |
| 3  | Épisode 3 | Carl Tibbetts | Joe Barton | 15 novembre 2023           |
| 4  | Épisode 4 | Carl Tibbetts | Joe Barton | 15 novembre 2023           |
| 5  | Épisode 5 | Pier Wilkie   | Joe Barton | 15 novembre 2023           |
| 6  | Épisode 6 | Pier Wilkie   | Joe Barton | 15 novembre 2023           |
| 7  | Épisode 7 | Sean Spencer  | Joe Barton | 15 novembre 2023           |
| 8  | Épisode 8 | Sean Spencer  | Joe Barton | 15 novembre 2023           |

## Production
Produite par Urban Myth Films, la série met en vedette Marco Kreuzpaintner, Akaash Meeda et Laura Scrivano comme réalisateurs. Le tournage a lieu au deuxième trimestre 2021 à Cardiff, Bristol, Prague et Postoloprty,,.
En février 2023, Empire a les premières images du tournage de la deuxième saison, avec les ajouts de Colin Salmon, Royce Pierreson, Safia Oakley-Green, Lorne MacFayden, Zoe Telford, Sam Troughton et James Atherton au casting. Les lieux de tournage de la deuxième série à Bristol comprennent Old Market, Easton, Bedminster, Fishponds, Henbury, Clifton et St Paul's.

## Diffusion
La première bande-annonce est révélée en février 2022. Après renommage, The Lazarus Project est diffusé au Royaume-Uni sur Sky Max et Now à partir du 16 juin 2022. Aux États-Unis, TNT diffuse la sériedepuis le 4 juin 2023,.

## Accueil

### Accueil critique
Sur le site Web agrégateur d'avis Rotten Tomatoes, The Lazarus Project détient un taux d'approbation de 100 % sur la base de 14 avis.
La série reçoit des critiques positives pour son scénario et ses performances. Lucy Mangan de The Guardian lui attribue quatre étoiles sur cinq, louant l'écriture, la tension créée par la prémisse et le casting. Nicole Vassell, écrivant pour The Independent, lui attribue trois étoiles, écrivant "Bien qu'un peu sous-expliqué et parfois simpliste, The Lazarus Project a un concept brillant derrière lui avec des explosions d'action satisfaisantes". Le Daily Telegraph lui attribue trois étoiles.

### Récompenses
La série remporte le prix dans la catégorie Meilleurs effets spéciaux aux Royal Television Society Craft & Design Awards (en) 2022.